# 平等乡 (伊川县)
平等乡，是中华人民共和国河南省洛陽市伊川县下辖的一个乡。

## 名称来源
平等乡一名源于1931年即已裁撤的平等县。1927年，冯玉祥出任河南省政府主席，在河南省设立自由、平等、博爱、民权、民治五县，其中平等县位于伊河以西，由洛阳县、宜阳县、伊阳县、嵩县析置，县治大莘店村也随之改为平等村，平等乡也因此得名。

## 行政区划
平等乡下辖以下地区：
平等村、东村、西村、古城村、杨寨村、姜沟村、王庄村、张奇庄村、龙王屯村、上元村、宋店村、马回营村、马回村、四合头村、辛营村和马庄村。